# Petteri Similä
Petteri Similä (né le 9 avril 1990 à Oulu en Finlande) est un joueur de hockey sur glace professionnel évoluant au poste de gardien de but.

## Biographie
Il est repêché au 211e choix du repêchage de 2009.
En 2013, il devient champion de Finlande de deuxième division avec le Jukurit Mikkeli.

## Statistiques
Pour les significations des abréviations, voir Statistiques du hockey sur glace.